# Riachão do Dantas
Riachão do Dantas è un comune del Brasile nello Stato del Sergipe, parte della mesoregione dell'Agreste Sergipano e della microregione dell'Agreste de Lagarto.